# Lista över medaljtripplar vid olympiska vinterspelen
Det här är en lista över medaljtripplar vid olympiska vinterspelen. Medaljtrippel avser att alla medaljer i en gren vunnits av deltagare från samma land. 
Detta har inträffat vid 43 tillfällen under de 22 olympiska vinterspelen som har arrangerats. Vid fyra spel har ingen medaljtrippel förekommit: 1968, 1976, 1980 och 2010. 14 olika nationer har fått med sig en trippel från vinterspelen varav fyra arrangörsländer har fått en trippel vid spelet i det egna landet. Detta skedde för första gången 1964 när Österrike vann tre medaljer i störtlopp och igen 1972 då Japan vann alla individuella medaljer i backhoppning, 30 år senare i Salt Lake City la USA beslag på medaljerna i herrarnas halfpipe och i Sotji 2014 fick Ryssland med sig tre medaljer från herrarnas 50 km i längdskidåkningen. Spelen i Sotji är också de med flest medaljtripplar med hela åtta stycken, varav fyra togs av Nederländerna i hastighetsåkning på skridskor vilket också är de flesta tripplarna av ett land i ett spel. Norge är det land med flest tripplar totalt genom sina 12, däribland fyra raka i backhoppning 1924-1936. Två av dessa, 1924 och 1928 hade exakt samma medaljörer. Johan Grøttumsbråten som tog brons i Norges två första tripplar i nordisk kombination lyckades även vara del av två tripplar vid spelen 1932 då han tog guld i både längdskidåkning och nordisk kombination.

## Lista

### Chamonix 1924

#### Längdskidåkning
| Gren  | Guld                | Silver                  | Brons                      |
| 50 km | Thorleif Haug Norge | Thoralf Strømstad Norge | Johan Grøttumsbråten Norge |

#### Nordisk kombination
| Gren        | Guld                | Silver                  | Brons                      |
| Individuell | Thorleif Haug Norge | Thoralf Strømstad Norge | Johan Grøttumsbråten Norge |

### St Moritz 1928

#### Längdskidåkning
| Gren  | Guld                       | Silver                 | Brons                    |
| 18 km | Johan Grøttumsbråten Norge | Ole Hegge Norge        | Reidar Ødegaard Norge    |
| 50 km | Per-Erik Hedlund Sverige   | Gustaf Jonsson Sverige | Volger Andersson Sverige |

#### Nordisk kombination
| Gren        | Guld                       | Silver                 | Brons              |
| Individuell | Johan Grøttumsbråten Norge | Hans Vinjarengen Norge | Jon Snersrud Norge |

### Lake Placid 1932

#### Backhoppning
| Gren        | Guld              | Silver          | Brons                |
| Individuell | Birger Ruud Norge | Hans Beck Norge | Kaare Wahlberg Norge |

#### Nordisk kombination
| Gren        | Guld                       | Silver           | Brons                  |
| Individuell | Johan Grøttumsbråten Norge | Ole Stenen Norge | Hans Vinjarengen Norge |

### Garmisch-Partenkirchen 1936

#### Längdskidåkning
| Gren  | Guld                 | Silver                | Brons                     |
| 50 km | Elis Wiklund Sverige | Axel Wikström Sverige | Nils-Joel Englund Sverige |

#### Nordisk kombination
| Gren        | Guld                 | Silver                 | Brons                |
| Individuell | Oddbjørn Hagen Norge | Olaf Hoffsbakken Norge | Sverre Brodahl Norge |

### St Moritz 1948

#### Backhoppning
| Gren        | Guld                 | Silver            | Brons                      |
| Individuell | Petter Hugsted Norge | Birger Ruud Norge | Thorleif Schjelderup Norge |

#### Längdskidåkning
| Gren  | Guld                     | Silver                 | Brons                   |
| 18 km | Martin Lundström Sverige | Nils Östensson Sverige | Gunnar Eriksson Sverige |

### Oslo 1952

#### Längdskidåkning
| Gren        | Guld                  | Silver                  | Brons                  |
| 10 km damer | Lydia Wideman Finland | Mirja Hietamies Finland | Siiri Rantanen Finland |

### Cortina d'Ampezzo 1956

#### Alpin skidåkning
| Gren              | Guld                  | Silver                    | Brons                     |
| Storslalom herrar | Toni Sailer Österrike | Anderl Molterer Österrike | Walter Schuster Österrike |

#### Konståkning
| Gren   | Guld                   | Silver               | Brons             |
| Herrar | Hayes Alan Jenkins USA | Ronnie Robertson USA | David Jenkins USA |

### Squaw Valley 1960

#### Längdskidåkning
| Gren        | Guld                          | Silver                        | Brons                         |
| 10 km damer | Marija Gusakova Sovjetunionen | Ljubov Kozyreva Sovjetunionen | Radja Jerosjina Sovjetunionen |

### Innsbruck 1964

#### Alpin skidåkning
| Gren            | Guld                   | Silver                     | Brons                   |
| Störtlopp damer | Christl Haas Österrike | Edith Zimmermann Österrike | Traudl Hecher Österrike |

#### Hastighetsåkning på skridskor
| Gren              | Guld                            | Silver                       | Brons                          |
| 5000 meter herrar | Knut Johannesen Norge           | Per Ivar Moe Norge           | Fred Anton Maier Norge         |
| 500 meter damer   | Lidija Skoblikova Sovjetunionen | Irina Jegorova Sovjetunionen | Tatiana Sidorova Sovjetunionen |

#### Längdskidåkning
| Gren        | Guld                              | Silver                          | Brons                         |
| 10 km damer | Klavdija Bojarskich Sovjetunionen | Jevdokia Meksjilo Sovjetunionen | Marija Gusakova Sovjetunionen |

#### Rodel
| Gren          | Guld                   | Silver                         | Brons               |
| Singel herrar | Thomas Köhler Tyskland | Klaus-Michael Bonsack Tyskland | Hans Plenk Tyskland |

### Sapporo 1972

#### Backhoppning
| Gren        | Guld               | Silver               | Brons             |
| Normalbacke | Yukio Kasaya Japan | Akitsugu Konno Japan | Seiji Aochi Japan |

#### Rodel
| Gren          | Guld                          | Silver                   | Brons                       |
| Singel herrar | Wolfgang Scheidel Östtyskland | Harald Ehrig Östtyskland | Wolfram Fiedler Östtyskland |
| Singel damer  | Anna-Maria Müller Östtyskland | Ute Rührold Östtyskland  | Margit Schumann Östtyskland |

### Sarajevo 1984

#### Hastighetsåkning på skridskor
| Gren             | Guld                      | Silver                 | Brons                       |
| 3000 meter damer | Andrea Schöne Östtyskland | Karin Enke Östtyskland | Gabi Schönbrunn Östtyskland |

### Calgary 1988

#### Längdskidåkning
| Gren        | Guld                           | Silver                        | Brons                         |
| 20 km damer | Tamara Tichonova Sovjetunionen | Anfisa Reztsova Sovjetunionen | Raisa Smetanina Sovjetunionen |

#### Rodel
| Gren         | Guld                             | Silver                           | Brons                       |
| Singel damer | Steffi Walter-Martin Östtyskland | Ute Oberhoffner-Weiß Östtyskland | Cerstin Schmidt Östtyskland |

### Albertville 1992

#### Hastighetsåkning på skridskor
| Gren             | Guld                              | Silver                  | Brons                      |
| 5000 meter damer | Gunda Niemann-Stirnemann Tyskland | Heike Warnicke Tyskland | Claudia Pechstein Tyskland |

#### Längdskidåkning
| Gren         | Guld                | Silver             | Brons              |
| 20 km herrar | Vegard Ulvang Norge | Bjørn Dæhlie Norge | Terje Langli Norge |

### Lillehammer 1994

#### Alpin skidåkning
| Gren               | Guld             | Silver                    | Brons                                |
| Kombination herrar | Lasse Kjus Norge | Kjetil André Aamodt Norge | Harald Christian Strand Nilsen Norge |

### Nagano 1998

#### Hastighetsåkning på skridskor
| Gren              | Guld                              | Silver                     | Brons                       |
| 3000 meter damer  | Gunda Niemann-Stirnemann Tyskland | Claudia Pechstein Tyskland | Anni Friesinger Tyskland    |
| 10000 meter damer | Gianni Romme Nederländerna        | Bob de Jong Nederländerna  | Rintje Ritsma Nederländerna |

### Salt Lake City 2002

#### Rodel
| Gren         | Guld                | Silver                        | Brons                    |
| Singel damer | Sylke Otto Tyskland | Barbara Niedernhuber Tyskland | Silke Kraushaar Tyskland |

#### Snowboard
| Gren            | Guld            | Silver         | Brons             |
| Halfpipe herrar | Ross Powers USA | Danny Kass USA | Jarret Thomas USA |

### Turin 2006

#### Alpin skidåkning
| Gren          | Guld                     | Silver                     | Brons                        |
| Slalom herrar | Benjamin Raich Österrike | Reinfried Herbst Österrike | Rainer Schönfelder Österrike |

#### Rodel
| Gren         | Guld                | Silver                   | Brons                   |
| Singel damer | Sylke Otto Tyskland | Silke Kraushaar Tyskland | Tatjana Hüfner Tyskland |

### Sotji 2014

#### Freestyle
| Gren              | Guld                            | Silver                     | Brons                    |
| Slopestyle herrar | Joss Christensen USA            | Gus Kenworthy USA          | Nick Goepper USA         |
| Skicross herrar   | Jean-Frédéric Chapuis Frankrike | Arnaud Bovolenta Frankrike | Jonathan Midol Frankrike |

#### Hastighetsåkning på skridskor
| Gren               | Guld                          | Silver                        | Brons                        |
| 500 meter herrar   | Michel Mulder Nederländerna   | Jan Smeekens Nederländerna    | Ronald Mulder Nederländerna  |
| 5000 meter herrar  | Sven Kramer Nederländerna     | Jan Blokhuijsen Nederländerna | Jorrit Bergsma Nederländerna |
| 10000 meter herrar | Jorrit Bergsma Nederländerna  | Sven Kramer Nederländerna     | Bob de Jong Nederländerna    |
| 1500 meter damer   | Jorien ter Mors Nederländerna | Ireen Wüst Nederländerna      | Lotte van Beek Nederländerna |

#### Längdskidåkning
| Gren         | Guld                      | Silver                      | Brons                        |
| 30 km damer  | Marit Bjørgen Norge       | Therese Johaug Norge        | Kristin Størmer Steira Norge |
| 50 km herrar | Aleksandr Legkov Ryssland | Maksim Vylegzjanin Ryssland | Ilja Tjernousov Ryssland     |